# Ezio Damolin
Ezio Damolin (né le 25 décembre 1944 à Moena et mort le 18 mars 2022 à Cavalese) est un coureur du combiné nordique et sauteur à ski italien actif dans les années 1960 et 1970. Son meilleur résultat olympique est une cinquième place à l'épreuve de combiné nordique des Jeux de 1968 à Grenoble. Cette performance était la meilleure obtenue par un athlète italien en combiné jusqu'à la médaille de bronze d'Alessandro Pittin en 2010 sur l'épreuve en petit tremplin.
Il a aussi gagné un total de neuf titres nationaux, sept en combiné nordique et deux en saut à ski.

## Palmarès

### Jeux olympiques
- Innsbruck 1964 : 8e du combiné nordique
- Grenoble 1968 : 5e du combiné nordique
- Sapporo 1972 : 16e du combiné nordique et 55e du saut à ski

### Championnats d'Italie
Il a remporté sept titres de champion d'Italie de combiné nordique en 1965, 1966, 1967, 1969, 1970, 1972 et 1973.
Il a remporté deux titres de champion d'Italie de saut à ski en 1968 et 1974.